# Goretti Zumaya
Goretti Alejandra Zumaya (Salamanca, Guanajuato, 31 de mayo de 1997) es una tiradora mexicana que debutó en los Juegos Olímpicos de Río de Janeiro de 2016 y también participó en los Juegos Olímpicos de París 2024.

## Trayectoria deportiva
La deportista olímpica comenzó su carrera cuando tenía 12 años. Estudió Fisioterapia en la Universidad Tecnológica de México y además es entrenadora de infancias y adolescencias de la misma disciplina que practica.
Durante los JJOO 2024, la tiradora compitió de forma individual quedando en el vigésimo lugar; mientras que, en la competencia en dupla con Edson Ramírez obtuvieron el séptimo lugar.

## Palmarés
| Año  | Lugar             | Medalla           | Prueba                         | Competición                                   |
| ---- | ----------------- | ----------------- | ------------------------------ | --------------------------------------------- |
| 2023 | Santiago de Chile | Medalla de plata  | Rifle de aire mixto            | Juegos Panamericanos de Santiago              |
| 2024 | Argentina         | Medalla de bronce | Rifle de aire 10m equipo mixto | Campeonato de las Américas de Rifle y Pistola |
| 2023 | El Salvador       | Medalla de oro    | 10m Rifle de aire mixtos       | Juegos Centroamericanos San Salvador 2023     |
| 2023 | El Salvador       | Medalla de oro    | 10m Rifle de aire individual   | Juegos Centroamericanos San Salvador 2023     |
| 2023 | El Salvador       | Medalla de oro    | 10m Rifle de aire equipos      | Juegos Centroamericanos San Salvador 2023     |
| 2016 | Río de Janeiro    | 24° lugar         | 10m Rifle de aire              | Juegos Olímpicos de Río de Janeiro 2016       |
| 2015 | Toronto, Canadá   | Medalla de oro    |                                | Juegos Panamericanos Toronto                  |

## Premios y reconocimientos
- La riflista  concluyó los JJOO 2024 como la mejor clasificada de América.[11]